# Locomotiva FS 479
La locomotiva gruppo 479 era una locomotiva a vapore con tender di costruzione austroungarica che le Ferrovie dello Stato acquisirono come preda bellica dopo il 1918.

## Storia
La fine della prima guerra mondiale portò all'incorporazione nel parco rotabili italiano delle Ferrovie dello Stato di un notevole numero di locomotive tra le quali anche il gruppo di 9 locomotive a vapore con tender di costruzione austriaca del gruppo kkStB 380. Tra le locomotive consegnate all'Italia vi erano le due prototipo 380.01 e 02.
Nel parco rotabili delle Ferrovie dello Stato esse assunsero la classificazione di Gruppo 479.001-009.. Come nel caso di altri gruppi similari ex -preda bellica o ottenute per risarcimento danni tra il 1940 e il 1942 vennero cedute per il servizio ferroviario negli stati occupati dalla Germania nazista finendo per rimanere incorporate, a guerra finita, nel gruppo JDŽ 07 un gruppo, abbastanza eterogeneo delle ferrovie di stato jugoslave, che raccolse dopo il 1945 locomotive ex-italiane dei gruppi FS 482,478,479 ex austriache BBÖ 580 e 380 e ex tedesche DRB 58.

## Caratteristiche
Le "FS gruppo 479" erano locomotive a 4 cilindri a doppia espansione di concezione classica, di notevole potenza ed adatte al traino di treni merci su linee di montagna. Il rodiggio era a cinque assi accoppiati con carrello anteriore a un asse portante.

## Corrispondenza locomotive ex kkStB e numerazione FS[3]
| Numero e gruppo FS | numero e gruppo kkStB | fabbrica        | anno di fabbricazione | demolizione o alienazione | Note                                    |
| ------------------ | --------------------- | --------------- | --------------------- | ------------------------- | --------------------------------------- |
| 479.001            | 380.02                | StEG            | 1909                  |                           | 1940 ceduta (nolo?) alla DR, poi JDZ 07 |
| 479.002            | 380.102               | StEG            | 1911                  | 1947                      | poi JDZ 07                              |
| 479.003            | 380.106               | StEG            | 1911                  |                           | 1940 ceduta (nolo?) alla DR             |
| 479.004            | 380.103               | StEG            | 1911                  |                           | 1941 ceduta (nolo?) alla DR, poi JDZ 07 |
| 479.005            | 380.105               | StEG            | 1911                  | 1947                      | poi JDZ 07                              |
| 479.006            | 380.120               | Floridsdorf     | 1912                  |                           | 1940 ceduta (nolo?) alla DR             |
| 479.007            | 380.110               | Wiener Neustadt | 1911                  | 1947                      | poi JDZ 07                              |
| 479.008            | 380.01                | StEG            | 1909                  |                           | 1941 ceduta (nolo?) alla DR, poi JDZ 07 |
| 479.009            | 380.104               | StEG            | 1911                  |                           | 1940 ceduta (nolo?) alla DR             |